# 2019冠狀病毒病索馬利蘭疫情
2019冠状病毒病索馬利蘭疫情，介绍在2019新型冠狀病毒疫情中，在索馬利蘭发生的情况。

## 時間軸
2020年3月31日，索馬利蘭出現兩名首例確診，分別是一名從英國歸國的當地人和一名中華人民共和國公民。